# Quid Pro Quo (travhäst)
Quid Pro Quo, född 19 april 2009 på Menhammar stuteri i Ekerö i Stockholms län, är en svensk varmblodig travhäst. Han tränades av Svante Båth och kördes av Erik Adielsson.
Quid Pro Quo tävlade åren 2011–2017 och sprang in 7,1 miljoner kronor på 71 starter varav 17 segrar, 19 andraplatser och 13 tredjeplatser. Han tog karriärens största segrar i Gran Premio Orsi Mangelli (2012), Sprintermästaren (2013) och Sundsvall Open Trot (2014). Han kom även på andraplats i Ulf Thoresens Minneslopp (2012), Konung Gustaf V:s Pokal (2013) och Åby Stora Pris (2013) samt på tredjeplats i Svensk Uppfödningslöpning (2011), Korta E3 (2012) och Grosser Preis von Deutschland (2013).
I november 2017 togs beslutet att han avslutar tävlingskarriären och istället blir avelshingst på heltid. En avelsvärdering gjordes på honom 2013, där han erhöll "mycket högt skattat avelsvärde". Hans första avkomma är Ben som föddes 2016 (död 2017) undan Quadrupedans (efter Andover Hall).